# Ingrid de Caluwé
Ingrid Saskia Helena de Caluwé (Luxemburg, 27 mei 1967) is een Nederlands voormalig politica.

## Biografie
De Caluwé werd geboren in Luxemburg waar ze het Lycée Classique in Echternach doorliep voor ze Europees en internationaal recht studeerde aan de Rijksuniversiteit Leiden. Ze werkte als personeelsmanager bij KLM, als senior adviseur bij COT, Instituut voor Veiligheids- en Crisismanagement en bij communicatiebureau Burson-Marsteller.
De Caluwé stond voor de VVD op de kandidatenlijst voor de Tweede Kamerverkiezingen in 2006, de Europese Parlementsverkiezingen in 2009, Tweede Kamerverkiezingen in 2010 en de Tweede Kamerverkiezingen 2012 en was actief in de VVD-afdeling Haarlem.
Op 1 juni 2011 werd De Caluwé geïnstalleerd als lid van de Tweede Kamer, als opvolger van Atzo Nicolaï die zijn lidmaatschap verruilde voor een functie in het bedrijfsleven. In de Tweede Kamer hield De Caluwé zich bezig met de portefeuilles Binnenlandse Zaken en Wonen & Rijksdienst.
Ze zetelde ook namens de liberale fractie in het Benelux-parlement.
Sinds september 2017 is zij manager public affairs bij Tata Steel Europe.